# A través de mi ventana
A través de mi ventana es una película española original de Netflix del género romance. Es una adaptación de la novela homónima de la escritora venezolana Ariana Godoy, publicada originalmente en Wattpad. Está dirigida por Marçal Forés y protagonizada por Clara Galle y Julio Peña Fernández. Se estrenó el 4 de febrero de 2022.
La película fue sucedida por dos secuelas, A través del mar, estrenada el 23 de junio de 2023, y A través de tu mirada, estrenada el 23 de febrero de 2024, ambas por Netflix.

## Trama
Cuenta la historia de Raquel, una joven que se siente atraída por su vecino, Ares Hidalgo, un chico "enigmático" al cual acosa desde las sombras, pero Ares no sabe de su existencia. No obstante, se propone que deje de ser así: está dispuesta a enamorarlo sea como sea, incluso dejando de lado a esa Raquel buena y educada que todos conocen para impresionarlo.

## Reparto
- Clara Galle - Raquel Mendoza
- Julio Peña Fernández - Ares Hidalgo
- Guillermo Lasheras - Yoshua «Yoshi» García
- Natalia Azahara - Daniela Fernández
- Hugo Arbués - Apolo Hidalgo
- Eric Masip - Artemis Hidalgo
- Pilar Castro - Tere Mendoza
- Abel Folk - Juan Hidalgo
- Rachel Lascar - Sofía Hidalgo
- Emilia Lazo - Claudia Martínez
- Lucía de la Puerta - Samy
- Marià Casals - Marcos

## Producción

### Preproducción
La autora Ariana Godoy comenzó a escribir la novela en la que se basó la película en la plataforma de lectura en línea Wattpad en 2016. Tras el éxito de la historia, que acumula más de 250 millones de visualizaciones en la plataforma, las editoriales de diversos países convocaron a la escritora para publicar la novela en formato físico, siendo adaptada en España por la editorial Alfaguara. En abril de 2021, la empresa de vídeos bajo demanda, Netflix, anunció la producción de la película en España para ser estrenada a nivel mundial a través de la plataforma.

### Rodaje
La filmación se inició en Barcelona (España) el 14 de marzo de 2021 y concluyó el 30 de abril del mismo año.
A través del mar y A través de tu mirada fueron grabadas en conjunto entre abril y julio de 2022.

### Estreno
En septiembre de 2021, a través del evento global de Netflix, TUDUM, se reveló la fecha de estreno de la película para el 4 de febrero de 2022. La película tuvo una premiere en los Cines Callao de Madrid el 2 de febrero, dos días antes del estreno oficial en la plataforma, contando con un photocall donde desfilaron los protagonistas de la película, así como otras celebridades como el cantante colombiano Sebastián Yatra, la actriz Mina El Hammani, la actriz Lana Rhoades y el cantante Alfred García.

## Recepción
La película tuvo una gran acogida en las primeras semanas de su estreno, llegando a ser la tercera película más vista de habla no inglesa en la plataforma Netflix. El éxito de la cinta hizo que la plataforma renovase la película por dos partes más, centrándose en la historia de Ares y Raquel, al contrario que la trilogía de la novela. La crítica especializada estuvo de acuerdo en que la película presenta una historia de amor adolescente que no presenta al espectador elementos sorprendentes que no se hayan visto ya en películas similares, pero que sí consigue enganchar al espectador.